# قرش سلس أسود الأطراف
قرش سلس أسود الأطراف (الاسم العلمي Carcharhinus leiodon)، نوع سمك من البنبكيات وجنس القرش الترابي. رُصدت في خليج عدن، قبالة الساحل الشرقي لليمن، وفي الخليج العربي قبالة السواحل الكويتية. يصل طول هذا النوع إلى 1.2 م.